# Tegestria pinangensis
Tegestria pinangensis is een hooiwagen uit de familie Epedanidae.
De originele naamcombinatie (protoniem) was Epedanus pinangensis Thorell, 1890. Een volgende naamrecombinatie werd gepubliceerd als Tegestria pinangensis (Thorell, 1890) in Roewer, 1938. 

(In sommige online bronnen wordt de soortnaam verkeerdelijk toegeschreven aan "Roewer, 1938". )